# 角川春樹事務所
株式会社角川春樹事務所（かどかわはるきじむしょ）は、東京都千代田区に本社を置く日本の出版社。

## 概要
1995年（平成7年）、角川春樹が角川書店（現・KADOKAWA KEY-PROCESS）の持ち株を日本生命保険相互会社、住友銀行、三和銀行、第一勧業銀行、あさひ銀行など21社に譲り、その資金によって設立された。角川春樹を社長に、顧問には作家の森村誠一と辻井喬（堤清二）、飛鳥新社社長の土井尚道、紀伊國屋書店社長の松原治、元最高検公判部長で弁護士の河上和雄らが就任した。出版取次用の取次コードを取得していない設立当初は、小説は飛鳥新社、堅めの本は紀伊國屋書店を通じて刊行した。
角川春樹は角川書店の社長時代にも、角川映画と呼ばれる映画の製作会社および芸能事務所として同名の企業を1976年（昭和51年）に設立していたが、この企業は1989年（平成元年）に角川書店本体に吸収されている。1993年（平成5年）にも同名の2代目法人が角川書店本体に吸収されている（角川映画も参照）。角川春樹事務所はこれとは全くの別会社であり、KADOKAWAグループとの資本関係は存在しない。
出版事業を主業務とし、マルチメディア事業や映画・ビデオの企画制作も手がける。当初は書籍のみの出版で雑誌は手掛けていなかったが、1994年（平成6年）に資金繰りに窮した飛鳥新社からの申し出で『ポップティーン』を6億円で買い取り、雑誌へ進出した。
1996年（平成8年）、株式会社ハルキ・コミュニケーション（旧K＆Dエンタープライズ）が、株式会社角川春樹事務所（1995年4月設立の法人）を吸収合併し、株式会社角川春樹事務所に商号変更。
2005年（平成17年）3月、映画『男たちの大和/YAMATO』の製作費捻出のために、角川春樹が自身の持ち分78.3%のうち30%の株式を遊興機械メーカー・フィールズに売却した。フィールズとは業務提携も結んでいた。
2020年（令和2年）1月、KeyHolderと共同で合弁会社（子会社）株式会社ホールワールドメディアを設立。
2021年（令和3年）6月、株式会社フォーサイドと資本業務提携を締結し、同日株式会社モビぶっく（現・株式会社ポップティーン）との「Popteen」事業の事業譲渡契約及び、株式会社フォーサイドとの株式会社ホールワールドメディアの株式譲渡契約を締結した。

## 主な発行物

### 雑誌

#### 現在発売している雑誌
- ランティエ（PR誌）
- Cuugal（キューーガル）（発行：株式会社ポップティーン）

#### かつて発行していた雑誌
- ボーダーランド
- PopSister（ポップシスター）
- 月刊ランティエ
- BLENDA
- 小松左京マガジン
- Popteen（ポップティーン）[11]
- 美人百花

### 書籍
- ハルキ文庫
  - 時代小説文庫
  - 280円文庫
  - グルメ文庫
  - いのちの言葉文庫
  - Re:文庫
- ハルキ・ホラー文庫
- ハルキノベルズ

## 映像作品

### 映画
- 時をかける少女（1997年）
- 男たちの大和（2005年）
- 蒼き狼 地果て海尽きるまで（2007年）
- 椿三十郎（2007年）
- 神様のパズル（2008年）
- 笑う警官（2009年）
- ハードロマンチッカー（2011年）
- みをつくし料理帖（2020年）

### アニメ
- アレクサンダー戦記（1999年）

### ウェブドラマ
- ハルキWebシネマ（2005年 - 2006年）

## 公募新人文学賞
- 小松左京賞（2000年から2009年まで主催）
- 角川春樹小説賞